# Dieudo Hamadi

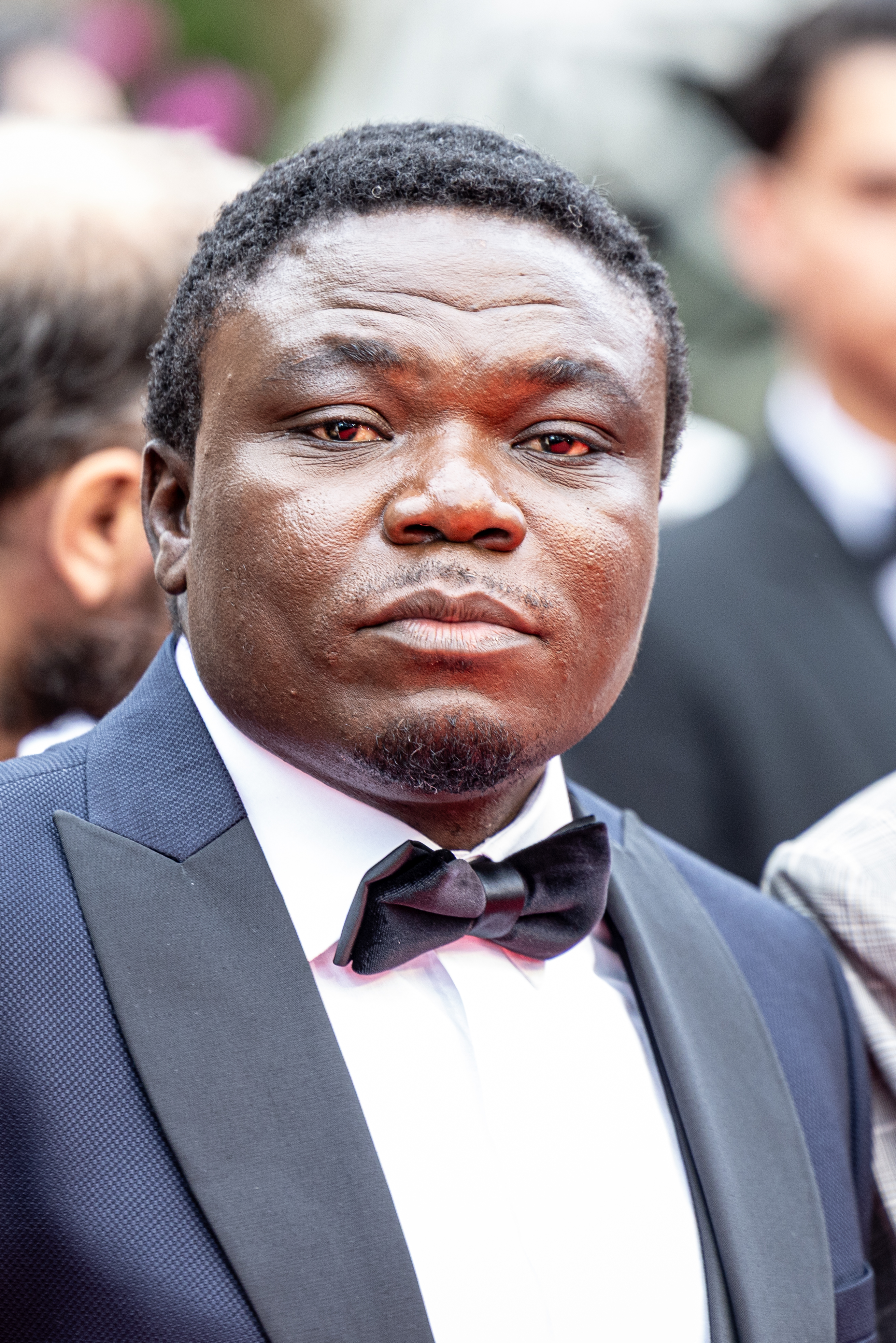
Dieudo Hamadi (2025)

Dieudonné „Dieudo“ Hamadi (* 22. Februar 1984 in Kisangani) ist ein kongolesischer Filmregisseur.

## Leben
Hamadi studierte zunächst Medizin, bevor er an einer Reihe von Dokumentarfilm-Workshops teilnahm. 2009 realisierte er die Segmente „Ladies in Waiting“ und „Zero Tolerance“ des Dokumentarfilms Congo in Four Acts, der 2010 im Forum der Berlinale lief, sowie 2010 den Dokumentar-Kurzfilm Dames en attente. 2013 entstand Hamadis erster Lang-Dokumentarfilm Atalaku, 2014 folgte Examen d’état.
2017 erhielt Hamadi mit Maman Colonelle eine Einladung in die Sektion „Forum“ der Berlinale. Der Film porträtiert eine 44 Jahre alte Frau, die einer Polizei-Einheit vorsteht, die sich dem Schutz vergewaltigter Frauen und misshandelter Kinder in den von Kriegen geplagten Regionen des Kongos widmet. Maman Colonelle gewann den Preis der Ökumenischen Jury im Forum sowie den Preis der Leserjury des Tagesspiegels.
Im Jahr 2025 wurde er beim 78. Filmfestival von Cannes als Jurymitglied des Hauptwettbewerbs ausgewählt.

## Filmografie
- 2009: Congo in Four Acts (Segmente „Zero Tolerance“ und „Ladies in Waiting“)
- 2010: Dames en attente (Kurzfilm)
- 2013: Atalaku (mittellanger Film)
- 2014: Examen d’état
- 2017: Maman Colonelle
- 2020: Downstream to Kinshasa